# Plate-forme Toyota TNGA
La plate-forme TNGA (Toyota New Global Architecture) est une plate-forme automobile conçue par Toyota.
Cette plate-forme modulaire permet d'accueillir des véhicules de petites tailles (citadines) jusqu'aux monospaces.
Elle équipe des véhicules traction, propulsion ainsi que 4 roues motrices.
Elle embarque également des moteurs thermiques comme hybrides.
Elle possède plusieurs versions : GA-C, GA-K et GA-L. Les plates-formes GA-B et DNGA (Daihatsu New Global Architecture) en sont des dérivées.

## Véhicules
| Marque   | Modèle                | Image | Années de production | Segment              | Plate-forme |
| -------- | --------------------- | ----- | -------------------- | -------------------- | ----------- |
| Toyota   | Yaris IV              |       | 2020 -               | Citadine polyvalente | GA-B        |
| Toyota   | Yaris Cross           |       | 2020 -               | SUV urbain           | GA-B        |
| Toyota   | Prius IV              |       | 2016 -               | Berline familiale    | GA-C        |
| Toyota   | C-HR II               |       | 2016 -               | SUV compact          | GA-C        |
| Toyota   | Corolla XII           |       | 2018 -               | Compacte             | GA-C        |
| Toyota   | Camry XII             |       | 2017 -               | Berline familiale    | GA-K        |
| Toyota   | Avalon V              |       | 2018 -               | Berline familiale    | GA-K        |
| Toyota   | RAV4 V                |       | 2018 -               | SUV familial         | GA-K        |
| Toyota   | Toyota Highlander IV  |       | 2019 -               | SUV familial         | GA-K        |
| Toyota   | Toyota Sienna IV      |       | 2021 -               | Monospace familial   | GA-K        |
| Toyota   | Crown XV              |       | 2018 -               | Berline familiale    | GA-L        |
| Toyota   | Mirai II              |       | 2020 -               | Berline familiale    | GA-L        |
| Toyota   | Venza II / Harrier IV |       | 2020 -               | SUV familial         | GA-K        |
| Lexus    | LBX                   |       | 2023 -               | SUV urbain           | GA-B        |
| Lexus    | UX                    |       | 2018 -               | SUV compact          | GA-C        |
| Lexus    | ES VII                |       | 2019 -               | Berline familiale    | GA-K        |
| Lexus    | LC                    |       | 2017 -               | Coupé, cabriolet     | GA-L        |
| Lexus    | LS V                  |       | 2017 -               | Limousine            | GA-L        |
| Daihatsu | Mira e:S II           |       | 2017 -               | Kei car              | DNGA        |
| Daihatsu | Mira Tocot            |       | 2018 -               | Kei car              | DNGA        |
| Daihatsu | Tanto IV              |       | 2019 -               | Kei car              | DNGA        |
| Daihatsu | Rocky II              |       | 2019 -               | SUV compact          | DNGA        |
| Mazda    | 2 Hybrid              |       | 2022 -               | Citadine polyvalente | GA-B        |
| Suzuki   | Swace                 |       | 2020 -               | Break compact        | GA-C        |
| Suzuki   | Across                |       | 2020 -               | SUV familial         | GA-K        |
| Subaru   | BRZ II                |       | 2020 -               | Coupé sportif        | GA-L        |